# 椿壽
椿壽（1802年—1852年），字伯仁，号静斋，佟佳氏，满洲正白旗人。清朝官员，进士出身。

## 生平
椿壽是道光戊子科举人，庚子科进士，历任工部主事、员外郎，湖北按察使，湖南、浙江布政使，以及署理浙江巡抚。因漕运亏蚀，在浙江布政使任內自盡；遺屬內有：「...今因情節所逼，勢不能生...」。有謂不肯行贿当时的巡抚黄宗汉，被百般刁难，最终选择羞愧自杀。
在浙江布政史任上，担任《浙江海運漕糧全案：初編》8卷（1865）总纂官。

## 家庭
- 世祖䝉阿圗，佐領。胞兄巴篤理札爾固齊。“巴篤理札爾固齊，正白旗人，世居馬察地方，國初率五百户来歸，設佐領使統之。……又巴篤理札爾固齊次弟䝉阿圗以来歸，功授為佐領，預十六大臣之列；……元孫阿爾夸、進圗俱原任筆帖式，進愛現任欽天監監正兼佐領”（载《八旗滿洲氏族通譜》卷19）。
- 世祖。
- 太高祖。
- 高祖。
- 曾祖进愛，钦天监监正兼世管佐领。妻瓜爾佳氏。
- 祖父佟祿，云南大理府知府。妻鈕祜祿氏。
- 父穆特布，乾隆甲寅举人，候选知县。母齊克楚特氏。
- 胞弟椿和。妻伊勒特氏（父伊瑾泰）。
- 嫡妻巴雅拉氏（父倭什洪額）。继妻瓜尔佳氏（父镶白旗满洲、道光三年进士瑞光）。
- 子英奎（字振西，号星阶），道光二十九年己酉科举人，原任笔帖式[7]。妻穆爾察氏（胞兄正白旗满洲、察哈尔都统福興 (清朝)）。